# Émile Delannoy
Pour les articles homonymes, voir Delannoy.
Émile Delannoy, né le 20 novembre 1853 à Warneton (Belgique) et décédé le 9 mars 1930 à Woluwe-Saint-Pierre est un homme politique libéral belge.

## Biographie
Émile Augustin Nicolas Delannoy est le fils d'Émile Delannoy, négociant originaire de Tournai et domicilié à Warneton, et d'Aimable Behague. Il se marie en 1908 avec Albertine Esselin.
Il fait de brillantes études à l'Institut supérieur de Commerce d'Anvers dont il sort licencié en sciences commerciales.
Il réussit dans le commerce de tabacs à Bruxelles et il deviendra président de la Chambre de commerce de Bruxelles pendant une longue période. Il est également président de l'Union du Crédit de Bruxelles et président de la Fédération des associations commerciales et industrielles de Belgique. Il dirige également la Société des Voyageurs de Commerce.
De 1889 à 1903, il est juge au Tribunal de commerce. En 1890, il est élu conseiller communal de Bruxelles et est élu, de 1900 à son décès en 1930, sénateur de la Province de Brabant. À la Haute-Assemblée, il prend part à tous les débats importants de cette période en particulier dans le domaine économique : l'élaboration des lois sur les sociétés commerciales, la navigation maritime, la reprise du Congo et la Charte coloniale de 1908 qui y attachée ainsi que sur le Canal de Bruxelles.

## Distinctions honorifiques
- Grand officier de l'ordre de Léopold en 1919 (Belgique).

- Commandeur de la Légion d'honneur[2](France).

## Sources
1. 1 2 3 4  « Deuils », L'Indépendance Belge,‎ 10 mars 1930, p. 2
2. ↑  « La manifestation Delannoy », L'Indépendance Belge,‎ 29 décembre 1920, p. 4

- Liberaal Archief